# Syvä Saivo
Syvä Saivo är en sjö i Kiruna kommun i Lappland och ingår i Kalixälvens huvudavrinningsområde. Sjön har en area på 0,57 kvadratkilometer och ligger 375,1 meter över havet.

## Delavrinningsområde
Syvä Saivo ingår i det delavrinningsområde (749885-172877) som SMHI kallar för Utloppet av Syvä Saivo. Medelhöjden är 392 meter över havet och ytan är 1,65 kvadratkilometer. Det finns inga avrinningsområden uppströms utan avrinningsområdet är högsta punkten. Vattendraget som avvattnar avrinningsområdet har biflödesordning 3, vilket innebär att vattnet flödar genom totalt 3 vattendrag innan det når havet efter 278 kilometer. Avrinningsområdet består mestadels av skog (65 procent). Avrinningsområdet har 0,57 kvadratkilometer vattenytor vilket ger det en sjöprocent på 34,7 procent.